# Christoph Friedrich Blumhardt
Pour les articles homonymes, voir Blumhardt.
Christoph Friedrich Blumhardt, né le 1er juin 1842 à Möttlingen et mort le 2 août 1919 à Jebenhausen, est un pasteur et théologien luthérien allemand.
Proche du socialisme, il est député au Landtag du Wurtemberg de 1900 à 1906 sous la bannière du Parti social-démocrate d'Allemagne (SPD). Cet engagement dans la vie politique fait qu'il est considéré comme l'un des précurseurs du mouvement des socialistes-religieux en Suisse alémanique et en Allemagne.
Il est également compositeur de chants religieux.

## Biographie
Son père Johann Christoph Blumhardt, pasteur comme lui, est imprégné d’un fort piétisme, qui croit au pouvoir du paraclet dans la vie quotidienne : il se rend célèbre, jusqu’en dehors de sa région, par la guérison d’une femme tenue jusque-là pour incurable. En 1852, il fait l’acquisition d’un établissement thermal à Bad Boll. Lui et son fils seront enterrés dans le cimetière de la localité.

### Bad Boll
Christoph Friedrich Blumhardt, retourné à Bad Boll en 1869 au terme de ses études de théologie évangélique à l’université de Tübingen et d’un subséquent vicariat, y devient l’assistant et le secrétaire de son père. Christoph Blumhardt est membre de l’association estudiantine Verbindung Normannia Tübingen.
En 1870, il épouse Emilie Bräuninger, fille d’un agriculteur. Après la mort de son père, il reprend en 1880 la direction de Bad Boll. Il se fait une réputation de pasteur et de prédicateur éloquent, s’étendant au-delà de sa région natale. Un de ses hôtes est, en 1892, le jeune Hermann Hesse, qui s’est éclipsé du séminaire évangélique de Maulbronn et trouve, à la demande de ses parents, refuge à Bad Boll.
Ce n’est cependant qu’en octobre 1896 que Blumhardt fait l’expérience d’une sorte de réveil spirituel, qui lui procure soudainement la certitude qu’il est de son devoir de répandre le message de l’amour infini de Dieu pour le monde. Ainsi déclare-t-il dans son sermon de Noël en 1896 :
« L’amour de Dieu dissout tout ce qui est mauvais, vil, désespéré ; l’amour de Dieu contraint aussi la mort. Mais il faut que ce soit un amour divin ; un amour qui chérit aussi les ennemis ; un amour qui, comme un héros, marche sans dévier au travers de tout et ne se laisse ni offenser, ni mépriser, ni jeter au large ; un amour qui, coiffé du casque de l’espérance, marche par le monde. Nous n’avons pas jusqu’ici assez osé le dire : Jésus est né, et c’est pourquoi toutes les créatures sont aimées. (…) Jésus veut être compris comme l’amour illimité de Dieu. Dans cet amour, il entend être la flamme à laquelle nous puissions nous purifier. Seul l’amour, seule la miséricorde de Dieu nous accueillent dans Sa justice, afin que nous soyons affranchis de tout ce qui fait de nous des esclaves et des hommes malheureux, qui vivent aujourd’hui et s’évanouiront demain dans les ténèbres de la mort. »

### Adhésion au socialisme
Blumhardt fils est amené ainsi à se préoccuper de plus en plus des difficultés quotidiennes des ouvriers et à se pencher sur la dite question sociale. En 1899, lors d’un meeting ouvrier à Göppingen, il se déclare, en tant que disciple du Christ, du côté du socialisme. Après qu’un journal a erronément annoncé qu’il a adhéré au SPD, il est violemment pris à partie dans les milieux ecclésiastiques. À la suite de cela, il rejoint effectivement le SPD, mais, pressé par les autorités ecclésiastiques, doit renoncer à son poste de pasteur. En décembre 1900, il est élu dans la circonscription de Göppingen au parlement régional du Wurtemberg, où il demeure actif six ans.
Ce virage politique fait perdre à Blumhardt nombre de ses anciens amis ainsi que sa sphère de travail comme prédicateur. Néanmoins, il continue d’assumer, à côté de son activité politique, son rôle de prédicateur et de pasteur pour les hôtes de la maison de conférences de Bad Boll. Quoique de santé fragile, il entreprend d’effectuer un voyage en Égypte en 1905 et 1910, et en Palestine en 1906. Il déménage en 1907 pour Wieseneck à Jebenhausen et, bien qu’ayant résolu de restreindre désormais ses activités pastorales, il ne cesse de s’impliquer fortement dans les événements contemporains. Lorsqu’éclate la Première Guerre mondiale, il prend position de la manière suivante :
Comme des voleurs dans la nuit, les annonciateurs du seigneur Jésus Christ sont arrivés : un grand trouble et un grand malheur sur terre. Nous vivons dans la nuit des temps avant le Royaume de Dieu, dans les commencements, car il est nécessaire en effet que sur toute la terre les choses changent. Les ténèbres se dissiperont par notre seigneur Jésus Christ, le héros victorieux.
Blumhardt se cramponna à cette espérance eschatologique jusqu’à sa mort. Atteint d’une apoplexie en octobre 1917, il continue cependant à prier pour la communauté de Jésus et pour le salut du monde.

## Hommage
Sa croyance radicale en l’avènement ― un jour et bientôt ― du Royaume de Dieu, et sa décision d’embrasser le socialisme, sont réprouvées par la bourgeoisie et l’Église. Pourtant, cet exclu de l’avant-guerre va  influencer les théologiens appelés à marquer le débat religieux public après 1918, tels: Karl Barth, Hermann Kutter, Leonhard Ragaz et Eduard Thurneysen.

## Ouvrages
- Je lève mes yeux – 12 méditations, Plough Publishing House, 2011

Édités par Eugen Jäckh :
- Du Royaume de Dieu, Plough Publishing House, 2011
- Les disciples de Jésus, Plough Publishing House, 2011
- Hausandachten für alle Tage des Jahres, 1921
- Vom Reich Gottes. Aus Predigten und Andachten, 1922
- Von der Nachfolge Jesu Christi. 2. Auswahl aus Predigten und Andachten, 1923
- Abendgebete für alle Tage des Jahres, 1937
- Von der Führung Gottes. Briefe an Freunde, 1955

Édités par Robert Lejeune :
- Auswahl aus Predigten und Andachten, 4 tomes, 1925-32
- Werke, en différents volumes, parus entre 1938 et 1966.

Édités par Johannes Harder :
- Worte des evang. Pfarrers und Landtagsabgeordneten Christoph Blumhardt, Wuppertal 1972
- Christoph Blumhardt - Ansprachen, Predigten, Reden, Briefe: 1865-1917, 3 tomes, Neukirchen-Vluyn 1978